# Daring Club Echternach
Der Daring Club Echternach ist ein luxemburgischer Fußballverein aus der Stadt Echternach. Der Klub trägt seine Heimspiele auf dem 1500 Zuschauer fassenden Terrain Bréil aus.

## Geschichte
Die Geschichte des Klubs geht auf zwei Vorgängervereine zurück. Der erste Echternacher Fußballverein wurde 1907 unter dem Namen „Jeunesse“ gegründet. Nach seiner Auflösung 1911 erfolgte 1913 eine Neugründung als Cercle des Sports oder auch Sport Cercle Echternach.
Bereits nach einer Spielzeit gelang dem Verein der Aufstieg in die damalige 1. Division, die er 1915 nach zwei Niederlagen mit 0:7 und 0:3 gegen die Young Boys Diekirch nach nur einer Saison wieder verlassen musste. Es blieb bis heute die einzige Spielzeit in der höchsten luxemburgischen Spielklasse. Der Ausbruch des Ersten Weltkriegs markierte das Ende des Vereins. Er nahm bis zu seiner Auflösung 1918 nicht mehr am Spielbetrieb teil.
Am 28. März 1921 wurde der „Daring Club“ von fußballbegeisterten Studenten der Hochschule Echternach gegründet.
Während der deutschen Besetzung Luxemburgs im Zweiten Weltkrieg wurde er 1940 in FC Wacker Echternach umbenannt. Anfang 1942 stellte der Klub den Spielbetrieb ein. Am 14. Juli 1945 erfolgte die Rückbenennung in seinen heutigen Namen. Zur Saison 1946/47 wurde der Spielbetrieb wieder aufgenommen.
In der Coupe de Luxembourg stieß der Club wiederholt bis ins Achtelfinale vor. In der Saison 1951/52 erreichte der Daring Club das Endspiel um den Coupe FLF, wo er Jeunesse 07 Kayl mit 2:6 unterlag.
Nach zwischenzeitlichen Auf- und Abstiegen von der Ehrenpromotion bis in die Fünftklassigkeit stieg der Daring Club 2023 in die 1. Division auf.